# Caca
|  | Aquest article tracta sobre el personatge mitològic. Si cerqueu el rebuig produït al final de la digestió, vegeu «excrement». |

Caca era, en la mitologia romana, una deessa molt antiga. És considerada germana de Cacus, el fill de Vulcà que va robar a Hèrcules el ramat de Gerió, en un dels dotze treballs d'Hèrcules. Caca va trair el seu germà dient a Hèrcules on amagava aquest el ramat robat. Llavors Hèrcules matà a Cacus per recuperar-lo.
Originàriament era una deessa de la llar i del foc, i al seu temple hi cremava un foc permanent, però més endavant fou relegada per la deessa Vesta, que prengué el paper i les atribucions de Caca. Malgrat això, Caca és probablement una de les deesses més antigues de Roma. Servi diu que tenia un petit santuari (sacellum), probablement situat a Roma i gestionat per les vestals.